# Barbara Hellmuth

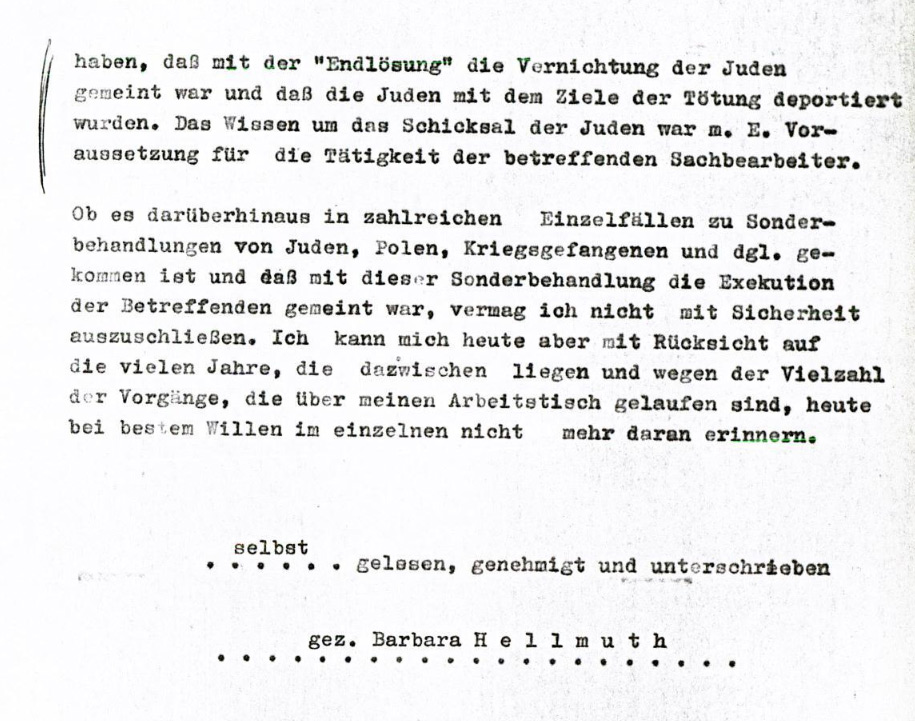
Als Zeugin vor Gericht (1967)

Barbara Hellmuth (geboren 11. Juli 1900 in München) war eine Kanzleisekretärin der Polizei. Zur Zeit des Nationalsozialismus arbeitete sie als Erste Sekretärin von Gestapo-Chef Heinrich Müller. Müller diktierte Barbara Hellmuth im Münchener Hauptquartier der Geheimen Staatspolizei und ab 1938 in Berlin praktisch alle Geheimen Reichssachen. Über ihren Schreibtisch liefen die Protokolle und Befehle zur Folter von „Schutzhäftlingen“, Hinrichtungen, die Judenvernichtung und vieles mehr. Sie wusste von Müllers 1939 inszeniertem angeblichen Überfall polnischer Soldaten auf den Rundfunksender Gleiwitz, den Anweisungen zur „Sonderbehandlung“ (Ermordung) politischer Gegner und der Ausraubung und Deportation von Juden aus Deutschland.

## Leben
1917 trat Barbara Hellmuth dem Kriegswucheramt bei. Nach dem Ende des Ersten Weltkriegs kam sie zum Polizeipräsidium München. 1921 erfolgte die Beförderung zur Kanzleiassistentin und damit die Verbeamtung. 1933 stieg sie zur Kanzleisekretärin auf. Ihr Büro befand sich in der Gestapo-Zentrale im Wittelsbacher Palais. 1937 wurde sie ins Reichssicherheitshauptamt in die Prinz-Albrecht-Straße nach Berlin versetzt und arbeitete dort noch enger mit Heinrich Müller zusammen. Mit ihm, der sie Babette nannte, hatte sie auch eine intime Beziehung.
Nach dem Zweiten Weltkrieg wurde Barbara Hellmuth festgenommen, durchlief mehrere Lager und kam im August 1947 nach München zurück. 1948 erhielt sie eine Anstellung als Stenotypistin in der Münchener Anwaltskanzlei Fritz Kartini. Ihre Mitgliedschaft in der SS hielt sie lange geheim; stattdessen legte sie Wert auf die Feststellung, dass sie nie in der NSDAP war. Das Spruchkammerverfahren gegen sie wurde 1965 eingestellt. In diesem Verfahren zeigte sie sich sehr vergesslich und dementierte alle Anschuldigungen, von Verbrechen der Gestapo gewusst zu haben.
Über das weitere Verbleiben von Barbara Hellmuth ist in historischen Quellen nichts bekannt.